# Georg von Erffa
Georg Hartmann Karl Freiherr von Erffa-Wernburg (* 6. April 1877 in Wernburg; † 2. April 1937 ebenda) war ein deutscher Verwaltungsbeamter und Rittergutsbesitzer.

## Familie
Georg von Erffa war der älteste Sohn des Präsidenten des Preußischen Abgeordnetenhauses Hermann von Erffa und der Elisabeth geborene Varnbüler von und zu Hemmingen, Tochter des württembergischen Staatsministers Karl Varnbüler von und zu Hemmingen. Der langjährige Landrat des Landkreises Angermünde Rudolf von Erffa war sein Bruder. Er war verheiratet mit Luise von Wegnern, Tochter des schaumburg-lippischen Staatsministers Martin von Wegnern.

## Leben
Georg von Erffa studierte Rechtswissenschaften an der Georg-August-Universität Göttingen. 1896 wurde er Mitglied des Corps Saxonia Göttingen. Nach Abschluss des Studiums und dem Referendariat legte er 1906 das Assessor-Examen ab. 1908 wurde er zum Landrat des Landkreises Ziegenrück ernannt. Am Ersten Weltkrieg nahm er als Batterieführer im 1. Garde-Reserve-Feldartillerie-Regiment teil. 1921 wurde er aus dem Amt des Landrats verabschiedet. Seitdem lebte er bis zu seinem Tod auf seinem Rittergut in Wernburg bei Pößneck. Im selben Jahr wurde er Mitglied des Auflösungsamts für Familiengüter in Naumburg (Saale). Von 1930 bis April 1933 war er stellvertretendes Mitglied des Preußischen Staatsrats.